# Iglesia de la Asunción de Nuestra Señora (Albalate del Arzobispo)
La iglesia de la Asunción de Nuestra Señora en Albalate del Arzobispo (Provincia de Teruel, España) es una iglesia católica de estilo mudéjar construida en el siglo XVI (1581-1589) sobre el solar de una iglesia anterior, de la que solo se conservan los tres primeros pisos de la torre. Está catalogada como Bien de Interés Cultural desde el año 2001.

## Descripción
En el ángulo suroccidental destaca la torre de estilo mudéjar, cuyo primer piso está habilitado como capilla al interior y tiene planta cuadrada, mientras que los restantes cuatro cuerpos tienen planta octogonal, con machón central el segundo y el tercero y huecos el cuarto y el quinto. Este último fue añadido en el siglo XVII, mientras que el remate se añadió en época contemporánea. 
A los pies de la nave se levanta un coro alto. 
La iluminación se realiza a través de ventanales abiertos en arcos de medio punto doblados entre los contrafuertes de la nave central, de mayor altura y anchura que las laterales. 
Todos ellos presentan la típica decoración mudéjar con motivos (rombos, esquinillas, etc.) en ladrillo resaltado. 
En cuanto a decoración interior, merece la pena destacar la pintura mural del Camarín de la Virgen de los Arcos, atribuida a Juan José Gárate por J. Antonio Val Lisa.

## Arquitectura

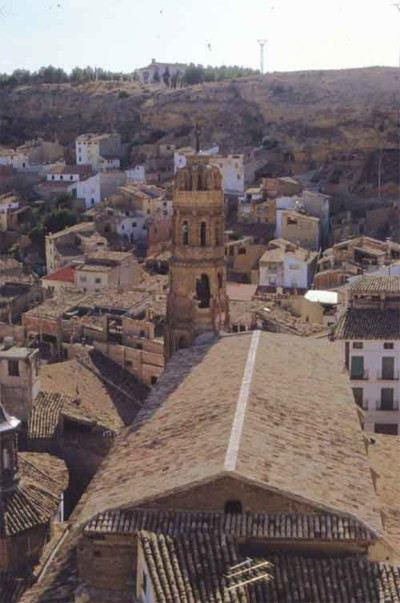
Iglesia de la Asunción antes de su restauración.

Su fábrica es de piedra sillar hasta la mitad de la altura de los muros, donde ésta es sustituida por ladrillo. 
Su planta consta de tres naves de cuatro tramos cada una y cabecera recta con dos estancias laterales, todo ello cubierto con bóvedas de crucería estrellada. La planta rectangular solo fue distorsionada por la construcción en época posterior de una capilla en el lado sur, cubierta con cúpula y linterna, que cabalga sobre la calle a modo de pasaje. 
La fachada occidental es clasicista y presenta sobre la portada un ventanal abierto al coro, una galería de arquillos ciegos de medio punto doblados y un alero pronunciado. 

## Catalogación
La iglesia fue declarada Bien de Interés Cultural en el Boletín Oficial de Aragón con número 127 el 29 de octubre de 2001.